# La stella di Andra e Tati
La stella di Andra e Tati è un cortometraggio animato del 2018 diretto da Rosalba Vitellaro e con Alessandro Belli.
È ispirato alla vita di Andra e Tatiana Bucci, due donne superstiti della Shoah.

## Trama
Il cortometraggio parla del periodo di tempo passato dalle sorelle Bucci deportate nel 1944 dentro il campo di sterminio di Auschwitz-Birkenau con la madre, la nonna, la zia e il cuginetto Sergio. Le bambine, come la mamma e la zia, si salveranno, mentre la nonna e il piccolo Sergio rimarranno vittime dell'Olocausto.
Tutto viene narrato in prima persona dalle sorelle Bucci, ormai grandi, a un gruppo di studenti, durante il viaggio d'istruzione al campo, e trasmette l'importanza storica dell'Olocausto, o più correttamente Shoah, ma soprattutto dà loro una lezione di vita nel rispetto delle differenze.

## Produzione
Presentato il 13 aprile 2018 in anteprima a Torino, il cartone animato La stella di Andra e Tati è il primo film d'animazione europeo sull’Olocausto.
Realizzato in occasione della commemorazione dell’ottantesimo anniversario delle leggi razziali fasciste in Italia, il film della durata di 28 minuti è stato presentato al festival internazionale Cartoons on the Bay tenutosi nel 2018 nel capoluogo piemontese. Il corto è stato coprodotto da Rai Ragazzi e Centro Larcadarte con la collaborazione del Ministero dell'istruzione, dell'università e della ricerca e la direzione artistica di Annalisa Corsi e di Enrico Paolantonio. Tra i doppiatori gli attori Laura Morante, Loretta Goggi e Leo Gullotta. Il consulente scientifico è lo storico Marcello Pezzetti, direttore della Fondazione Museo della Shoah di Roma, uno dei massimi studiosi della Shoah e delle leggi razziali fasciste.
Lo scopo del cartone è quello di fare conoscere la Shoah ai ragazzi e alle ragazze. Nei prossimi anni, grazie al «supporto scientifico» di Marcello Pezzetti, «sarà in distribuzione nelle scuole medie un kit didattico sulla Shoah, per aiutare i docenti a trasmettere una vicenda tanto buia della storia della civiltà». In occasione del festival le due sorelle sono state intervistate da Matteo Parlato per conto di Rai News e hanno espresso il loro apprezzamento per il film.

## Distribuzione
Negli Stati Uniti d'America il cortometraggio animato è stato tradotto con il titolo The Star of Andra and Tati.

## Libri
Sulla vicenda è stato anche pubblicato un libro per ragazzi, scritto da Alessandra Viola e Rosalba Vitellaro: La stella di Andra e Tati (editore De Agostini).

## Premi
- Primo premio Xiamen International Animation Award (Cina)
- ROCKIE AWARD 2019 FOR YOUTH AND CHILDREN ANIMATION - Banff Festival (Canada)
- Premio giuria - Festival Mundi (Polonia)
- Premio ragazzi - Festival Mundi (Polonia)
- Selezionato al Japan animation festival 2019
- UNICEF award
- Festival di Annecy
- Chicago International Children’s Film Festival
- Content innovation Award – Cannes